# Fritz Bischoff (Widerstandskämpfer)
Fritz Bischoff (* 1. Juli 1900 in Rixdorf; † 3. Mai 1945 in der Lübecker Bucht) war ein deutscher kommunistischer Widerstandskämpfer gegen den Nationalsozialismus.

## Leben

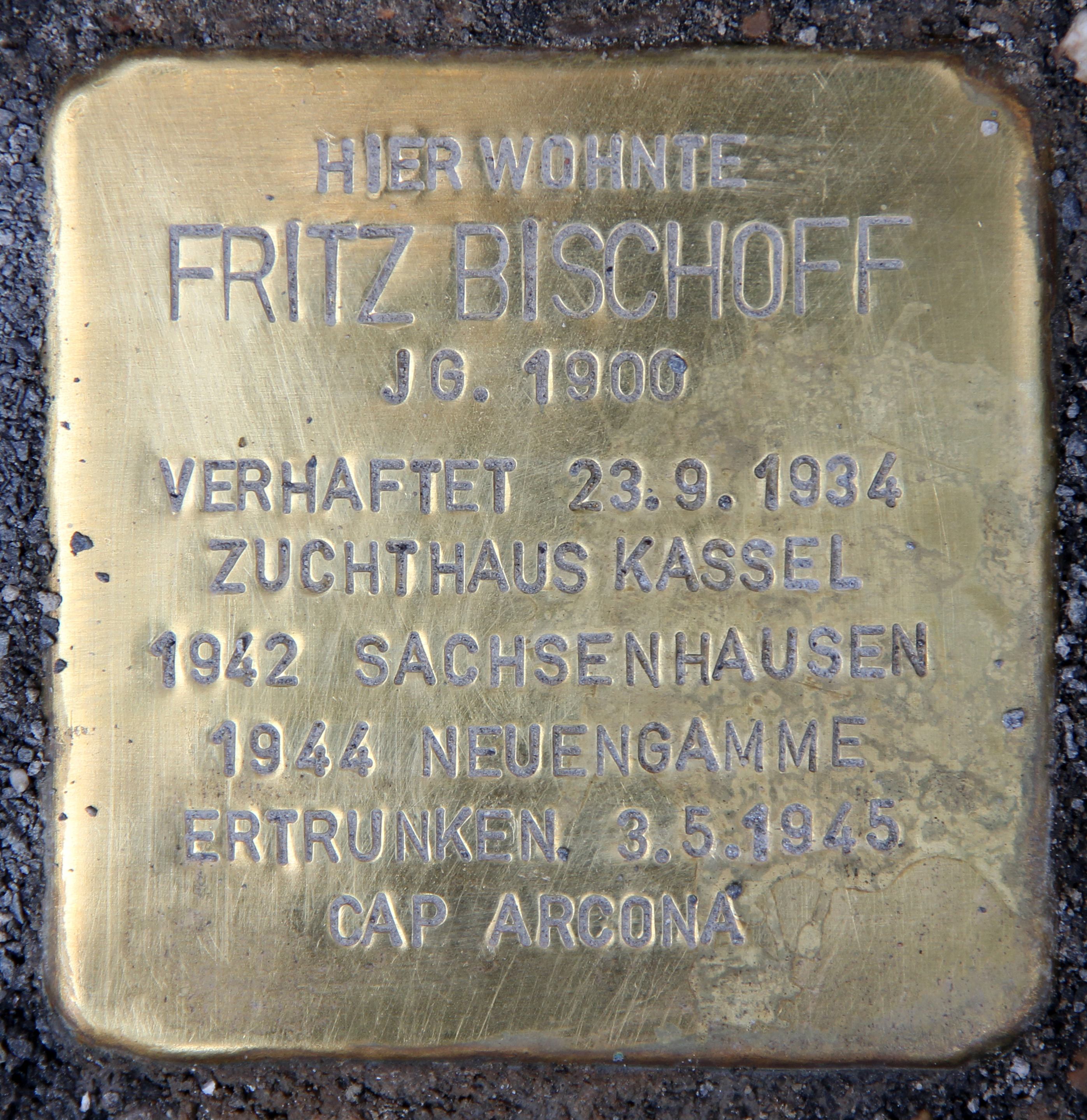
Stolperstein in der Weisestraße 9 in Berlin-Neukölln

Fritz Bischoff schloss sich nach dem Ende seiner Schulzeit der sozialistischen Arbeiterjugendbewegung an, die sich an Karl Liebknecht orientierte. Er wurde bei der Gründung auch Mitglied der Spartakusgruppe und 1919 Gründungsmitglied der KPD.
Von 1920 bis 1930 arbeitete er bei der sowjetischen Handelsvertretung in Berlin und in Hamburg. 1923 heiratete er Charlotte Wielepp. Ab 1925 war er Mitarbeiter der Abteilung Agitprop der KPD-Bezirksleitung Wasserkante und er beschäftigte sich mit kulturpolitischen Fragen. 1930 wurde er zum Vorsitzenden der Interessengemeinschaft für Arbeiterkultur (IfA) gewählt; später übernahm er auch den Vorsitz im Verband proletarischer Freidenker.
Im Herbst 1933 wurde Bischoff vom ZK der KPD zum Politischen Sekretär der KPD-Bezirksleitung Hessen-Frankfurt ernannt und organisierte den politischen Widerstand gegen den Nationalsozialismus in dieser Region. Dabei nahm er auch Kontakte auf zu sozialdemokratischen und anderen Widerstandsgruppen, um eine Einheitsfront gegen Nationalsozialismus und Krieg zu entwickeln.
Im September 1934 wurde er von der Gestapo verhaftet und zu einer achtjährigen Zuchthausstrafe verurteilt, die er in Kassel-Wehlheiden absaß. Nach dem Ablauf der Zuchthausstrafe wurde er in das KZ Sachsenhausen und anschließend in das KZ Neuengamme deportiert. Im April 1945 wurde er zusammen mit nahezu 8000 anderen Häftlingen aus Neuengamme zur Lübecker Bucht getrieben und dort auf die Cap Arcona verladen. Bischoff ertrank, als die Cap Arcona nach einem britischen Luftangriff sank.